# Peter Maris
Peter Maris (...) è un regista, produttore cinematografico e montatore greco naturalizzato statunitense con oltre trenta film all'attivo.
Ha anche collaborato con SAGIndie e la Fresno Film Commission.

## Biografia
Maris è nato in Grecia e vive in California da molti anni. Attualmente risiede a Fresno.
Tra i suoi primi lavori c'è stato il film cult Delirium nel 1979 con Turk Cekovsky e Barron Winchester. Nel 1988 ha diretto Terror Squad.

## Filmografia

### Regista
- Cacciatori di zombi - 2007
- Il sopravvissuto - 2006
- Traguardo: una crociera lungo la corsia dei ricordi - 2005
- Sentiero di guerra - 2000
- Specie aliene - 1996
- L'assassino dentro - 1996
- Fantasmagoria - 1995 (videogioco)
- Può essere amore - 1992
- Immunità diplomatica - 1991
- Incendio - 1991
- Ministero della vendetta - 1989
- Vipera - 1988
- Terror Squad - 1988
- Terra del destino - 1986
- La maledizione della farfalla rossa - 1982
- Delirium - 1979